# General Berthelot
General Berthelot é uma comuna romena localizada no distrito de Hunedoara, na região histórica da Transilvânia. A comuna possui uma área de 30.74 km² e sua população era de 987 habitantes segundo o censo de 2007.